# Vavla
Vavla (griechisch Βάβλα) ist ein Ort im Bezirk Larnaka in Zypern. Bei der letzten amtlichen Volkszählung im Jahr 2021 hatte der Ort 50 Einwohner.

## Lage

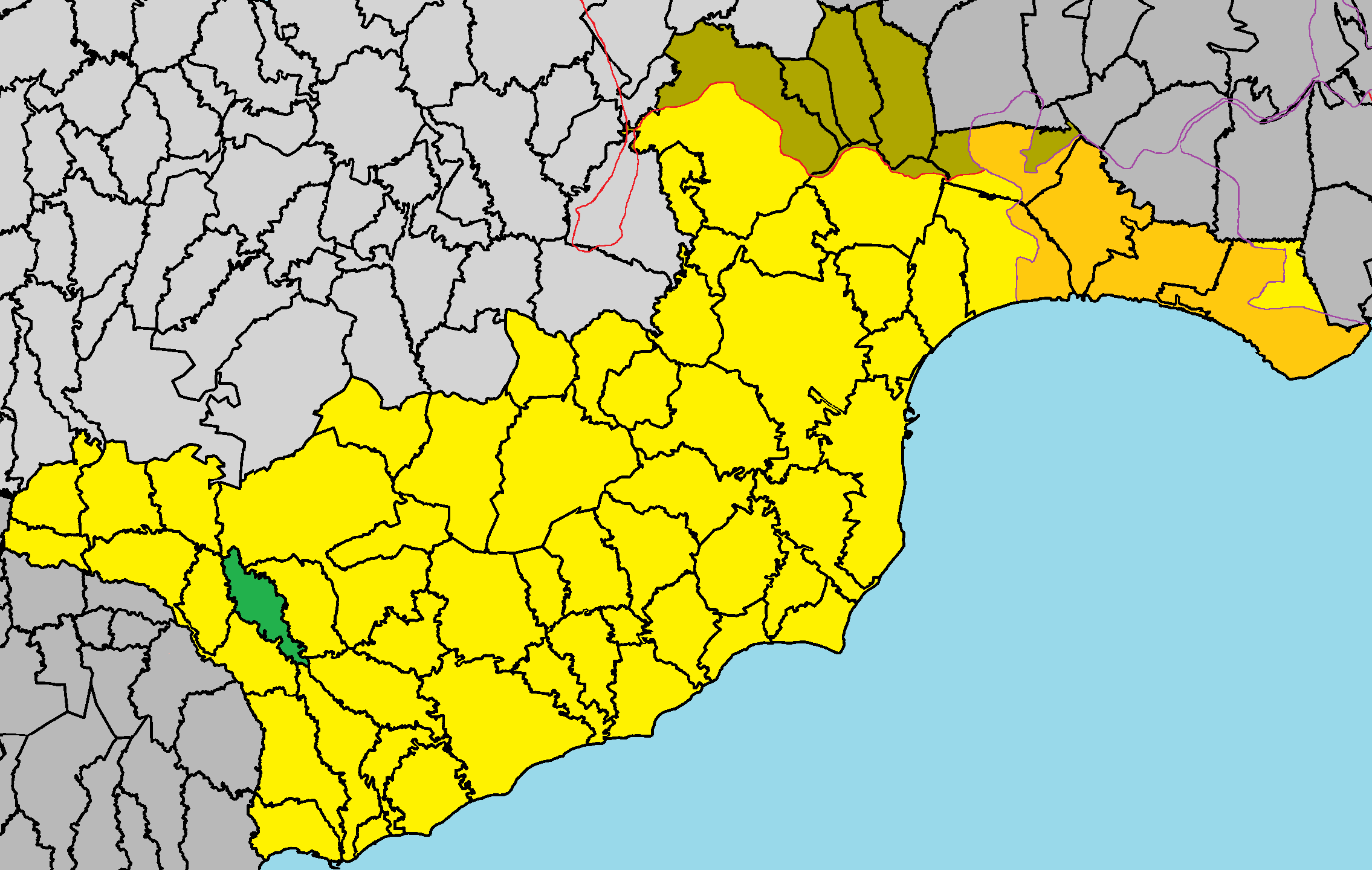
Lage der Gemeinde im Bezirk Larnaka

Vavla liegt in der südöstlichen Mitte der Insel Zypern auf etwa 470 Metern Höhe, etwa 36 km südöstlich der Hauptstadt Nikosia, 31 km westlich von Larnaka und 24 km nordöstlich von Limassol.
Der Ort befindet sich etwa 14 km vom Mittelmeer entfernt in den südöstlichen Ausläufern des Troodos-Gebirges. Östlich liegt das Agios Minas-Kloster. Im Südwesten liegt ein Stausee, das Kalavasos Reservoir. Es werden vor allem Oliven, Johannisbrot, Zitrusfrüchte, Wein und Getreide angebaut. Vavla ist von Westen, Osten und Süden über teils kurvenreiche Straßen zu erreichen.
Die Landschaft rund um den Ort ist eher gering besiedelt. Orte in der Umgebung sind Pano Lefkara und Kato Lefkara im Nordosten, Kato Drys im Osten sowie Lageia im Westen.